# كأس السوبر الألباني 2009
بطولة كأس السوبر الألباني 2009 هي النسخة السادسة عشر من بطولة كأس السوبر الألباني ، لعب يوم 16 أغسطس 2009 في الاستاد الوطني بتيرانا ، بين فريق تيرانا الفائز بالدوري وفريق فلامورتاري فلوري الفائز بكأس ألبانيا. وقد انتهت المباراة بفوز تيرانا بالمباراة بنتيجة 1–0 ليحصد لقبه الثامن في تاريخ البطولة.

## التفاصيل
| تيرانا        | 1–0 | فلامورتاري فلوري |
| ------------- | --- | ---------------- |
| أبيلالياي 72' |     |                  |

| الحكام المساعدون: جيرارد تشيريتسي إرجين الحكم الرابع: | قوانين المباراة - 90 دقيقة. - 30 دقيقة من الوقت الإضافي إذا لزم الأمر. - ركلات جزاء ترجيحية إذا استمرت النتيجة متعادلة. |